# ApRicoT
APRICOT（アプリコット）は、有限会社コミックのアダルトゲームブランドである。『夢幻夜想曲』『ないん・らいぶす』の発売元であるアダルトゲームブランド「apricot」とは無関係。

## 作品一覧

### APRICOT
CROSS NET/APRICOT
- DEEP VOICE
- Maple Colors
  - Maple Colors H

- AYAKASHI
  - AYAKASHI H

APRICOT/CROSS NET
- Maple Colors 2

APRICOT
- ゆにばる！ PARANORMAL GIRLS STRIKE!!
- 桜花センゴク!信長ちゃんの恋して野望!?
- イセカイ・ラヴァーズ！ ～巨乳の勇者達はちょろいん～
- メイプルカラーズHHH クラス全員俺の嫁！

### Apricot Cherry
- シスタ×シスタ〜Lovevery Sisters〜
- えむっ娘シスターズ
- お尻っ娘ヴィーナス
- インモラル・リトル
- えすっ娘クイーン〜会長のメイド達〜

### APRICOT PLUM
- なでしこドリップ

## 主なスタッフ
- 原画・シナリオ
  - TOMA
- 原画
  - 鳥取砂丘
  - 浮月たく
- シナリオ
  - じんべい